# Mecom Group
Mecom Group plc – brytyjski fundusz inwestycyjny z siedzibą w Londynie, od marca 2005 notowany na Alternative Investment Market (części londyńskiej giełdy), działający głównie na rynku mediów.
Był właścicielem między innymi 35 gazet lokalnych w Norwegii, Danii, Holandii, Polsce, na Litwie i Ukrainie, a także kilku stacji radiowych w tych krajach. W Polsce media skupione były w ramach grupy Media Regionalne. 31 października 2013 roku zostały one sprzedane Grupie Wydawniczej Polskapresse.
Prezesem Mecom Group jest David Montgomery.

## Gazety, stacje radiowe i portale wchodzące w skład grupy
Norwegia
- Drammens Tidende
- Sunnmørsposten
- Haugesunds Avis
- Varden
- Østlendingen
- n3Sport
- Hardware
- Tinde

Dania
- Berlingske Tidende
- B.T
- Berlingske Nyhedsmagasin
- Weekendavisen
- Urban
- ErhvervsBladet
- JydskeVestkysten
- Århus onsdag
- Jobzonen
- Zonerne

Holandia
- Dagblad de Limburger
- Limburgs Dagblad
- Chapeau!
- Nummer1
- WeekendGezet
- Wonen in Limburg
- Auto-informatief
- De Trompetter
- L1